# Juliidae

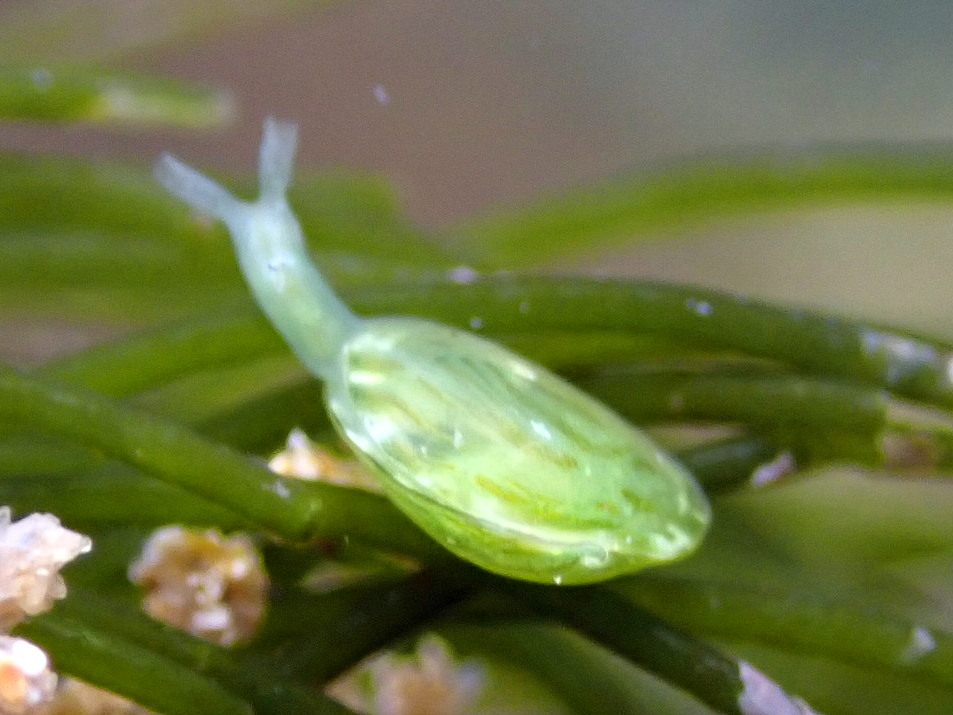
Berthelinia typica

Juliidae (лат.) — семейство брюхоногих моллюсков из надотряда мешкоязычных (Sacoglossa) подкласса Heterobranchia. Имеют раковину из двух створок, как и двустворчатые моллюски, к которым Juliidae не имеет прямого отношения.
До середины двадцатого века были известны лишь по ископаемым раковинам. Данные окаменелости считались останками двустворчатых моллюсков. В 1868 году, Август Адисон Гулд назвал типовой род Julia и описал как двустворчатых моллюсков. Juliidae известны с эоцена, но, вероятно, появились в палеоцене.

## История изучения
Juliidae долго были известны исключительно по окаменелостям, поэтому считались двустворчатыми моллюсками. В конце девятнадцатого века, представителей Juliidae относили к Mytilidae. На самом деле, сходство раковин Juliidae с раковинами двустворчатых получилось в результате конвергентной эволюции.
До середины двадцатого века этих моллюсков всё ещё считались двустворчатыми. Однако, в 1959 году живые особи одного вида были обнаружены на водоросли Caulerpa в Японии. Учёные перенесли Juliidae в состав брюхоногих моллюсков. Первым изученным видом была Berthelinia limax.

## Описание
Личиночная стадия велигеров крайне короткая.
Питаются водорослями Caulerpa. Часть видов Juliidae питается только одним видом водоросли, часть — сразу несколькими.

## Ареал
Все тропические моря.

## Классификация
На октябрь 2021 года в семейство включают 7 родов, объединённых в 3 подсемейства:
- Подсемейство Bertheliniinae Keen & A. G. Smith, 1961
  - Род Berthelinia Crosse, 1875
  - † Род Namnetia Cossmann, 1905
- † Подсемейство Gougerotiinae Le Renard, 1980
  - † Род Gougerotia Le Renard, 1980
  - † Род Hemiplicatula Deshayes, 1861
  - † Род Saintia de Raincourt, 1877
- Подсемейство Juliinae E. A. Smith, 1885
  - † Род Candinia Le Renard, Sabelli & Taviani, 1996
  - Род Julia Gould, 1862